# Epirrhoe albinata
Epirrhoe albinata är en fjärilsart som beskrevs av Romaniszyn. Epirrhoe albinata ingår i släktet Epirrhoe och familjen mätare. Inga underarter finns listade i Catalogue of Life.